# Aeroportul El Debba
Aeroportul El Debba (IATA: EDB, ICAO: HSDB) este un aeroport din Sudan ce deservește zona Al Dabbah⁠(d).
Situat la o altitudine de 257 m, aeroportul dispune de o singură pistă.